# District de Lohardaga
Le district de Lohardaga est un district de l'état du Jharkhand, en Inde.

## Géographie
Au recensement de 2011, sa population compte 461 738 habitants.
Son chef-lieu est la ville de Lohardaga. 